# Etroplus suratensis
Etroplus suratensis là một loài cá trong họ cichlid sống trong môi trường nước ngọt và lợ ở miền nam Ấn Độ và Sri Lanka. Tên địa phương là karimeen (കരിമീന്‍‌ tiếng Malayalam) và koral (tiếng Bengali).
Ở Ấn Độ, loài cá này có mặt khắp tiểu bang Kerala, đặc biệt trong duyên hải sông vàm quanh Alleppey. Ngoài ra chúng cũng sống ở phía tây dọc theo các con sông ở Karnataka, và Andhra Pradesh. Chúng ăn tảo, thực vật và côn trùng.